# MDA (видеоадаптер)

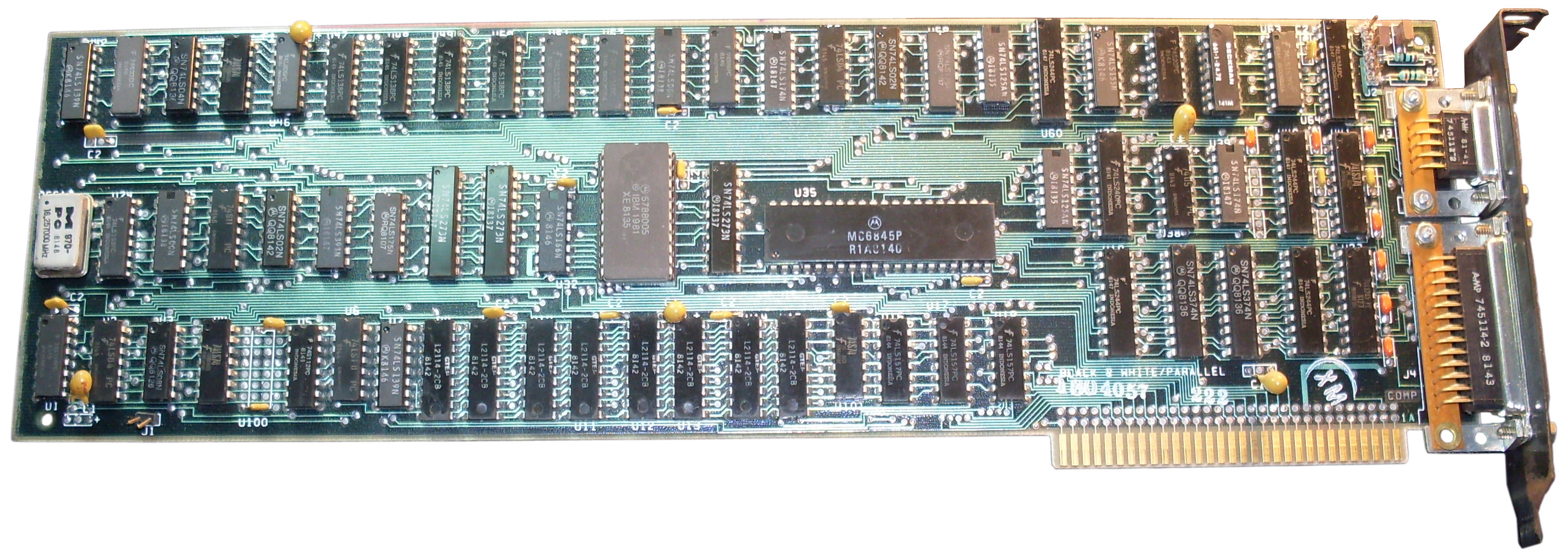
Видеокарта MDA (Monochrome Display Adapter)

MDA (англ. Monochrome Display Adapter) — видеоадаптер для компьютеров IBM PC, представленный в 1981 году в качестве стандартного видеоадаптера (наряду с CGA), а также стандарта на мониторы, подключавшиеся к нему. MDA был монохромным и поддерживал только один текстовый режим (80 столбцов на 25 строк; video mode 7), не имея графических режимов.
Текстовые видеорежимы с таким количеством символов в строке и строк на экране были популярны; следствием чего является например, что исходные тексты ядра Linux отформатированы под этот видеорежим.
Для изображения символа использовалась матрица 9×14 пикселей, из которых видимая часть символа составлялась как 7×11, а оставшиеся пикселы использовались для формирования пустого пространства между строками и столбцами.
Стандартный видеоадаптер MDA был основан на чипе Motorola 6845 и оснащен 4 КБ видеопамяти. Частота развёртки составляла 50 Гц, и для работы рекомендовался дисплей с люминофором длительного свечения.
Каждый символ мог обладать следующими атрибутами: невидимый, подчёркнутый, обычный,
яркий (жирный), инвертированный и мигающий. Некоторые из этих атрибутов можно было комбинировать, и, например, можно получить текст, состоящий из ярких (жирных) и подчёркнутых символов.
Теоретически, разрешение экрана MDA составляло 720×350 пикселов. Такое число можно получить,
если перемножить ширину одного символа (9 пикселов) на количество столбцов (80) и высоту символа (14 пикселов) на количество строк (25). Однако видеоадаптер MDA был не способен адресовать отдельные пикселы, он работал в текстовом режиме, в котором в каждое знакоместо можно было поместить один из 256 символов. В MDA использовалась кодовая страница CP437. Образы символов хранились в ПЗУ видеоадаптера, и отсутствовала возможность их программного изменения. Единственный способ нарисовать на экране «графическую картинку» — использовать ASCII- или ANSI-графику. В состав кодовой страницы входили псевдографические символы для рисования таблиц и рамок.
Оригинальная карта расширения, выпущенная IBM, содержала кроме MDA-видеоадаптера контроллер параллельного порта, и полное название такой карты было таким: «Monochrome Display and Printer Adapter» (MDPA) — адаптер монохромного дисплея и принтера. Использование такой карты избавляло владельца компьютера от необходимости покупать отдельную плату расширения для подключения принтера.

## Спецификация
Разъём D-sub 9-pin (DE-9) на видеокарте. Вид на контакты со стороны подключаемого ответного разъёма.
| 5 | 1 |
|   |   |
| 9 | 6 |

| Вывод | Описание                                 |
| ----- | ---------------------------------------- |
| 1     | Ground (Общий)                           |
| 2     | Ground (Общий)                           |
| 3     | Не используется                          |
| 4     | Не используется                          |
| 5     | Не используется                          |
| 6     | Intensity (Интенсивность)                |
| 7     | Mono Video (Монохромное видео)           |
| 8     | Horizontal Sync (Строчная синхронизация) |
| 9     | Vertical Sync (Кадровая синхронизация)   |

### Сигнал
| Тип                        | Цифровой, TTL |
| Разрешение                 | 720h × 350v   |
| Частота строчной развертки | 18,432 кГц    |
| Частота кадровой развертки | 50 Гц         |
| Количество цветов          | 1             |
| Интенсивность цвета        | 2-4           |

## Конкурирующие видеоадаптеры
- Для пользователей, которым необходима работа с графикой и/или цветным изображением, фирма IBM поставляла видеоадаптер CGA, выпущенный в то же время, что и MDA. Видеоадаптер CGA первоначально был более дорогим и рассматривался как решение для верхнего сегмента рынка, однако низкое разрешение в текстовых режимах (по сравнению с MDA) делало CGA менее привлекательным для бизнес-пользователей.
- Выпущенный в 1982 видеоадаптер фирмы Hercules — Hercules Graphics Card (HGC) поддерживал как текстовый режим MDA, так и монохромный графический режим. Этот видеоадаптер мог управлять состоянием отдельных пикселов на экране и отображать чёрно-белую картинку с разрешением 720×348 пикселов. Такого разрешения видеоадаптер CGA не мог обеспечить ни в одном из своих режимов, включая монохромные. Таким образом, даже без поддержки цветного изображения, HGC позволял использовать чёрно-белую графику и MDA-совместимый текстовый режим, что для многих пользователей являлось очень привлекательным.
- Далее была выпущена версия адаптера HGC+ (Геркулес Плюс), отличавшаяся наличием схемы загрузки знакогенератора в отдельное ОЗУ.